# Dalan Naman
Dalan Naman is een bestuurslaag in het regentschap Langkat van de provincie Noord-Sumatra, Indonesië. Dalan Naman telt 998 inwoners (volkstelling 2010).